# Bitihorn
Bitihorn is een berg van 1607 meter hoog in Jotunheimen, in het gebied Valdresflya in Noorwegen. Hij is gelegen ten westen van Riksvei 51 dicht bij Øystre Slidre en het meer Bygdin.
Omliggende bergen zijn de Skyrifjell, Heklefjell en Olefjell.
In 1811 de top is voor het eerst beklommen door Christen Smith.

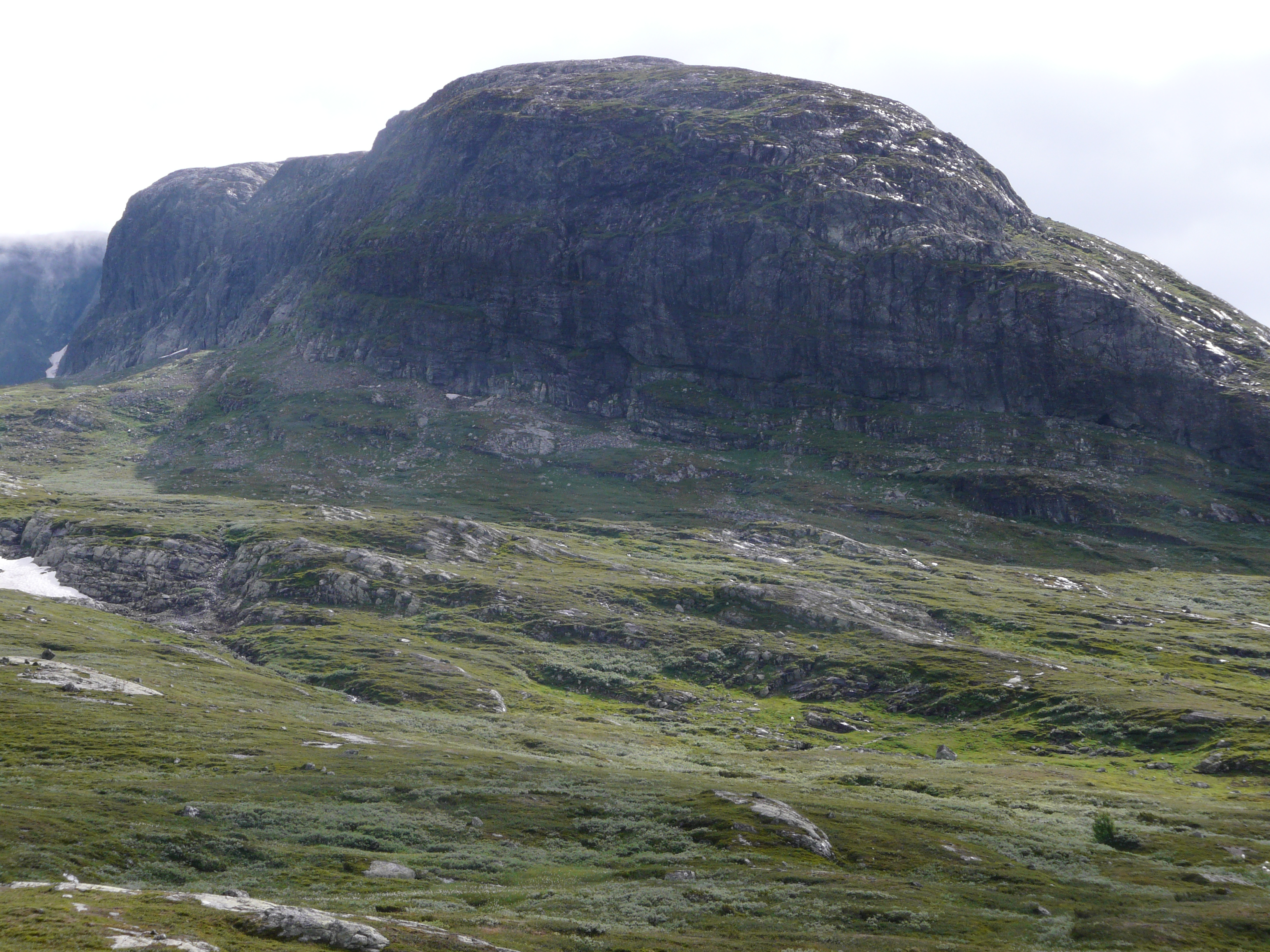
Bitihorn